# Замок Калудон
Замок Калудон (англ. Caludon Castle) — руины средневекового замка в Ковентри, Уэст-Мидлендс, Англия. Памятник архитектуры первой степени. Второй окружённый рвом участок в 190 метрах к югу также является реестровым памятником древности. Замок разрушен, и единственное, что сохранилось — большой фрагмент стены из песчаника. На бывшей замковой территории теперь располагается городской парк, но большая её часть была продана и под строительство жилых комплексов в начале XX века.
Как минимум начиная с XI века в этом месте жили люди. Первое здание — большой дом — был построен ещё до нормандского завоевания Англии и перешло в собственность графа Честер после него. В XIII веке дом был передан семье Сегрейв; впервые усадьба упоминается в 1239 году. Лицензия на возведение укреплений была выдана в 1305 году, после чего дом переделали в замок. Ещё одна лицензия была получена в 1354 году, и замок вновь был укреплён. В XIV веке он перешёл во владение Томаса Моубрея, 1-го герцога Норфолк, который был изгнан в 1398 году, а замок пришёл в упадок. Ему наследовал сын Джон, а после его смерти замок достался Кэтрин Невилл, его вдове. Он оставался в семье Моубрей до 1481 года, а затем перешёл к Уильяму Беркли, маркизу Беркли, мужу дочери леди Кэтрин от второго брака. После более полуторавекового забвения, примерно в 1580 году замок снова был перестроен, на этот раз как особняк. Он был почти разрушен в 1662 году, а в 1800 году каменная кладка была разобрана и пущена на строительство фермерского дома неподалёку.